# Posztó
A posztó  kártolt gyapjúfonalból készült,  vastag szövet.

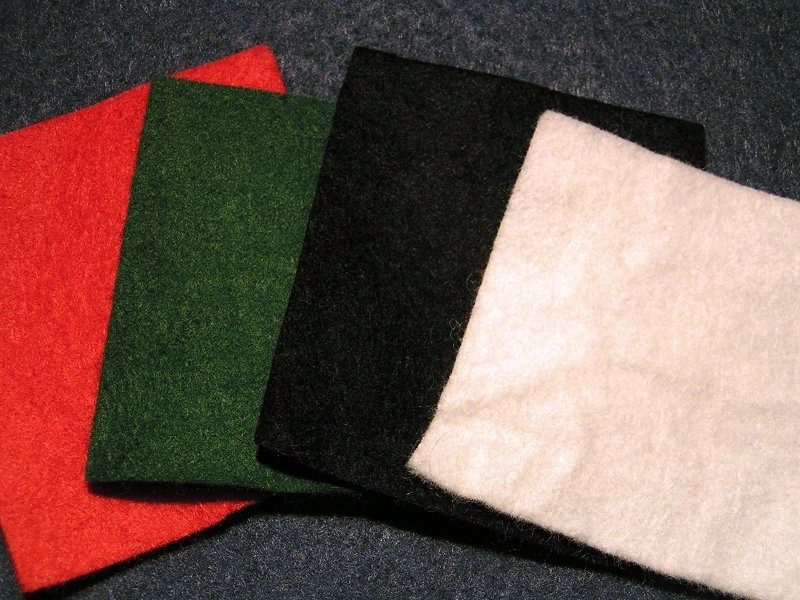
Nemezek különféle színekben

## Alapanyag
A posztó (latinul:pannus) alapanyaga a bibliai időkben gyakran állati szőr (pl. ló, nyúl, láma, kecske, alpaka) és gyapjú. Az ipari forradalom utáni időkben többnyire gyapjú lett az alapanyag, mivel a birkatenyésztés ipari jellegűvé vált a mezőgazdaságban.

## Előállítási technológia

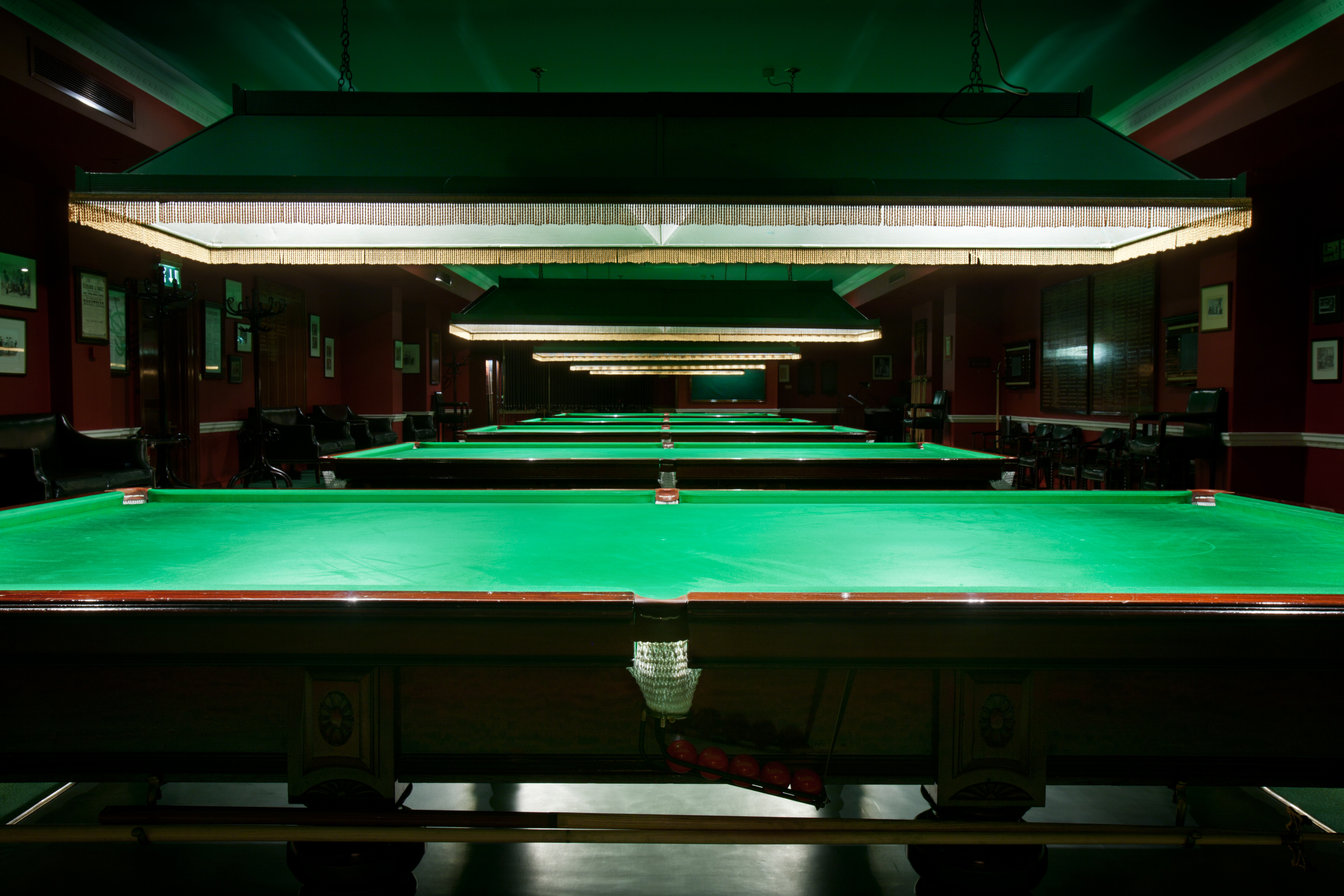
Biliárd posztóval borított játékasztal-London-Royal Automobile Club

A posztó gyártása az ipari forradalomig alapvetően változatlanul történt, mintegy megőrizve a kezdeti idők technológiáját. A megfelelően előkészített (pl. mosott, tisztított, válogatott) alapanyagot megszőtték, majd kallózással (vagy ványolással) tömörítették. A kallózást eleinte kézi erővel végezték vízparton, súlyokkal. Később kallómalomban történt a tömörítési eljárás, melynek lépései:
- a tömörítésre szánt gyapjúszövet vízzel történő átitatása,
- vályúba vagy kallókádba helyezése,
- a kallómalomban lévő ütőkalapács működtetésével tömörítés.

Az ipari jellegű kallómalmok technológiája ókori ismereteken alapult.
A modern ipari gyártási eljárást tűnemezelésnek hívják (nem szükséges az előszövés a technológiai eljárás miatt), s a nemszőtt kelmék közé sorolják a nemezt, amely a posztóhoz hasonló sűrűségű nehéz textilanyag.
A tűnemezelési eljárás lényege, hogy a kártolt szálbunda előtömörítve érkezik a szállítószalagon az excenterrel mozgatott tűkkel ellátott ütőlemez és az alaplemez közé. Áthaladáskor a sűrű tűnemezelő lemez tovább tömöríti az alapanyagot, amely továbbhalad a húzóhenger segítségével a munkafelületen.

## Használat

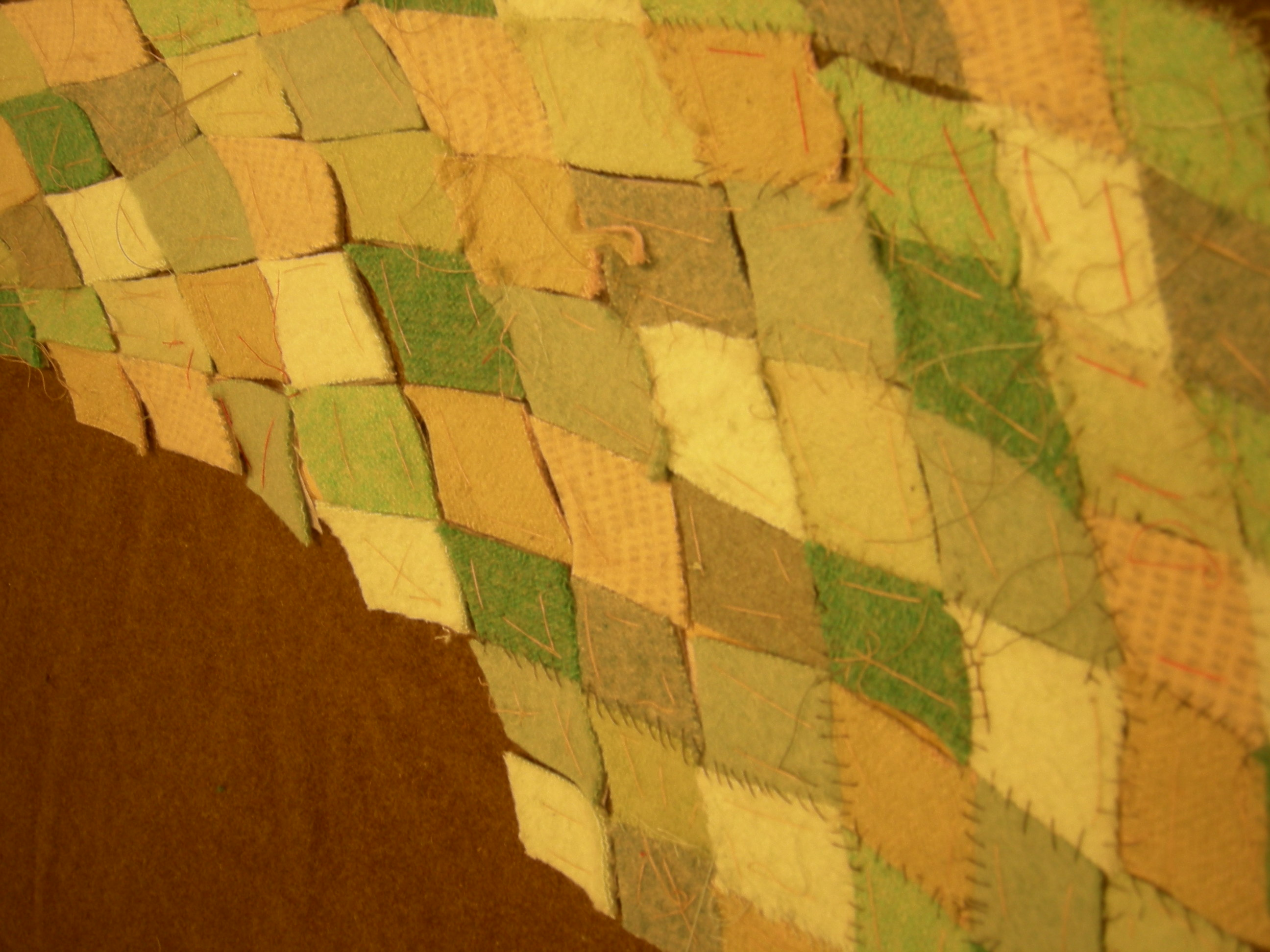
Posztómaradékokból készülő pokróc

- A hétköznapi életben az ókorban pokrócok (sátorlapok), szőnyegek, kabátok készültek durva gyapjúból. Finomabb  gyapjúból készült a selyemposztó (fénye volt), gyapjúból vagy nyúlszőrből pedig például kalaphoz való posztót gyártottak. A bibliai időkben az újszülötteket finomposztóba pólyázták.[5]
- A középkortól kezdve elterjedten használták a posztót katonai holmik (pl. kabát, lópokróc stb.), államhivatali bútorok, ajtók kárpitjainak alapanyagául.[6]
- Magyarországon a földműves és pásztorélet ruhadarabjai (pl. guba, szűr, kankó, condra, zeke, daróc, szokmány, harisnya, berhe stb.) gyakran posztóból készültek.[2]
- Jelen korunkban elterjedten használják különböző játékasztalok (pl. biliárdasztal, pókerasztal stb.) és járófelületek (pl. színház, előadótermek, stb.) bevonására a posztót, filcet. Mindkét esetben az anyag jó hangelnyelő képességét hasznosítják.

## Érdekesség
- A modern biliárdposztókat gyapjúból, vagy gyapjú és műszál keverékéből készítik; minél magasabb a természetes anyag tartalma, annál jobb minőségűnek számít a biliárdposztó.[7]